# Szeszkinia
Szeszkinia (lit. Šeškinės seniūnija, Šeškinė) – prawobrzeżna dzielnica administracyjna Wilna. 
Na Szeszkini znajduje się m.in. centrum handlowe „Akropolis” sieci VP Grupė.